# Slavonische Dorfgeschichten

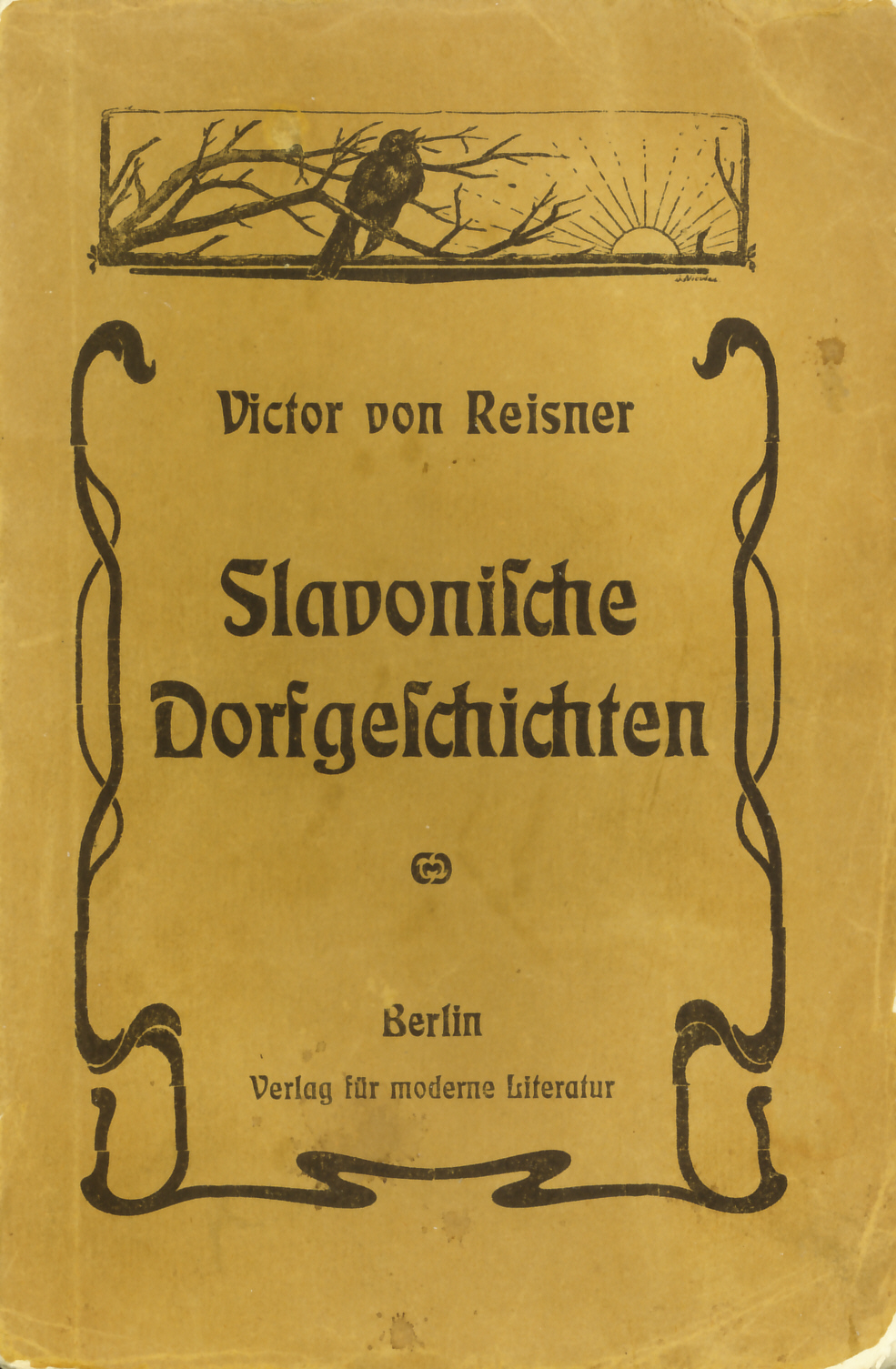
Buchausgabe der Slavonischen Dorfgeschichten, Berlin 1902

Slavonische Dorfgeschichten ist eine Novellensammlung von Victor von Reisner, die 1902 erschien.
Der aus Slawonien stammende deutschsprachige Schriftsteller Victor von Reisner schuf mit diesem Buch ein interessantes Beispiel regionaler Heimatliteratur. Reisner stammte aus einer vornehmen deutschsprachigen Familie, die seit 100 Jahren in Slawonien ansässig war. Er entnahm seine Stoffe diesem Land, schrieb aber in deutscher Sprache, wodurch ihm in einer Zeit zunehmenden Nationalismus kein Erfolg beschieden war – weder im deutschsprachigen Raum noch in den Ländern des späteren Jugoslawien. Aus heutiger Sicht tragen seine authentischen Schilderungen des südslawischen Volkslebens hingegen zum besseren Verständnis jener Länder für deutschsprachige Leser bei.
Im Vorwort heißt es: Victor von Reisner bietet in diesem Buche reizvolle Geschichten aus seiner engeren Heimat. Land und Leute, Ernst und Scherz ziehen an dem geistigen Auge des Lesers vorüber und entfachen die Neugierde nach jenen von einer neuzeitlichen Kultur noch wenig berührten Gegenden.
Die Slavonischen Dorfgeschichten, die Reisner seiner Mutter gewidmet hat, stellen von einem aufgeklärten Standpunkt aus die rückständige und archaische Welt slawonischer Bauern dar. Obwohl oftmals humorvoll und augenzwinkernd geschrieben ist die Sympathie und Zuneigung zur einfachen Bevölkerung spürbar. Themen sind vor allem die Rückständigkeit der dörflichen Strukturen und das tiefeingewurzelte Misstrauen der Bauern gegenüber Staat und Verwaltung.
Die Sammlung beinhaltet 6 Erzählungen.
Die Frommen beschreibt humorvoll die Honoratioren eines slawonischen Dorfes, die bedenkenlos den Fiskus bestehlen, sich aber dennoch als fromm und ehrlich betrachten.
Der letzte Doria ist die Geschichte eines Kuhhirten, der in die wunderbare Welt der Stadt Osijek gerät, wo er zum ersten Mal mehrstöckige Häuser sieht.
Der Guslar schildert einen jener Volkssänger, die in ihrem Gedächtnis große Schätze altslawischer Gesänge aufbewahren und den von Reisner sehr verehrten Kardinal Josip Juraj Strossmayer, der sich bemüht, diese Gesänge aufzuzeichnen und der Nachwelt zu bewahren.
Die Blutbrüderschaft beschreibt die archaischen Zustände an der serbisch-türkischen Grenze, wo Raub, Mord und Verkauf der eigenen Töchter über die Grenze hinweg gang und gäbe sind.
Der Jude ist die Geschichte eines Juden am slawonischen Dorf, der verspottet und verachtet, dennoch seinen Weg macht und gegen alle Vorurteile nicht verbittert wird, sondern Achtung und Erfolg erwirbt.
Nazarener schildert das Schicksal eines Bauernburschen, der aus dem Gefängnis kommend, in der religiösen Gemeinschaft der Nazarener eine neue Heimat findet, die frei ist von so manchen althergebrachten Unsitten der slawonischen Bauern.

## Ausgabe
- Victor von Reisner: Slavonische Dorfgeschichten. Verlag für moderne Literatur, Berlin 1902